# Marija Ilieva
Marija Ilieva (in bulgaro Мария Илиева?; Veliko Tărnovo, 1º dicembre 1977) è una cantante bulgara.

## Biografia
Nata a Veliko Tărnovo in una famiglia di musicisti di musica classica, si è diplomata presso la Sofijska Matematičeska Gimnazija "Paisij Hilerski", dopo essersi stabilita presso la capitale bulgara.
Il suo primo album in studio Lunen săn, pubblicato nel 2002, contiene il successo omonimo. Durante l'estate del 2005 è andata in tournée, mentre l'anno seguente è stato messo in commercio il secondo disco Idvam kăb teb, che le ha conferito una vittoria su quattro nomination ai Godišni muzikalni nagradi na BG Radio e tre candidature nell'ambito del premio musicale presentato dalla rete televisiva MM.
Ha inoltre conseguito il ruolo di coach alla versione nazionale di X Factor per tre stagioni consecutive a partire dal 2011. Forbes Bălgarija l'ha inclusa nella propria lista delle celebrità bulgare più popolari per due anni di fila.
Ha ricoperto il ruolo di mentore a Glasăt na Bălgarija per due edizioni di fila.

## Discografia

### Album in studio
- 2002 – Lunen săn
- 2006 – Idvam kăb teb

### Album video
- 2006 – Video Singles #1

### Raccolte
- 2018 – Vsičko

### Singoli
- 2002 – Sala staja
- 2013 – Igraja stilno
- 2013 – Uslovie #1
- 2014 – Vidimo dovolin (con Krisko)
- 2015 – Taka da e (con Atanas Kolev)
- 2016 – Neka vali
- 2018 – Vsičko
- 2019 – Fuego
- 2020 – Contigo
- 2020 – Tvoja
- 2021 – Ostani tazi nošt
- 2022 – Ljubov
- 2023 – Ako utre njama dnes (con Miro)
- 2024 – 100 pričini
- 2024 – Forever (con Joe Lynn Turner)
- 2025 – Izberi sebe si